# Lammbach (Brienzersee)
Der Lammbach ist ein gut 4,5 Kilometer langer Wildbach im Berner Oberland. Er mündet von rechts in den Brienzersee und ist somit ein Zufluss der Aare im Flussgebiet des Rheins.

## Geographie

### Verlauf
Das Bachbett des Lammbachs beginnt in einem sehr steilen Felsabschwung auf der Südseite der Brienzer-Rothorn-Bergkette in der Nähe des Arnihaaggen. Im Oberlauf liegt der Bach in einer Schlucht, die im Berner Oberländer Dialekt «Lamm» genannt wird. Auf der Strecke von einem Kilometer fällt die Bachsohle um etwa 700 Meter in die Tiefe. Bei Trockenheit führt der Bach im obersten Abschnitt kein Wasser; gemäss einem Bericht des Kartographen Hans von Steiger von 1896 wird der beständig Wasser führende Abschnitt etwas weiter unten durch eine Quelle gespiesen, die damals etwa 100 Meter oberhalb der «Blauen Egg» lag. Im brüchigen, stellenweise verkarsteten Fels entstehen leicht Erosionstrichter, Abbrüche und Hangrutschungen, und das gelockerte Felsmaterial sammelt sich im «Lammbachgraben» zwischen der Gummenalp im Osten und der Alp Giebelegg im Westen. Im Bachbett verläuft die Gemeindegrenze zwischen Schwanden bei Brienz und Hofstetten bei Brienz.
Der Bach überwindet auch im mittleren Abschnitt im zwei Kilometer langen, bis zu 500 Meter breiten Graben einen grossen Höhenunterschied. Er stürzt über mehrere Schwellen und Hochwassersperren, bis er schliesslich bei Oberschwanden das steile Berggebiet verlässt. Im Unterlauf fliesst er mit einem geringeren Sohlgefälle durch den Brienzer Forst und über die Gemeindegebiete von Hofstetten und Brienz. Kurz vor seiner Mündung in den Brienzersee nimmt er von rechts den nahezu gleich grossen Schwanderbach auf. Der Bach wird bei Kienholz, einem Ortsteil von Brienz, von der Hauptstrasse 6/11 und der Brünigbahn überquert und mündet in der Nähe des Strandbads und des Campingplatzes mit einem kleinen Delta in den Brienzersee.
Sein 4,6 Kilometer langer Lauf endet etwa 1074 Höhenmeter unterhalb seiner Quelle; er hat somit ein mittleres Sohlgefälle von 23 Prozent.

### Einzugsgebiet
Das 6,52 km² grosse Einzugsgebiet des Lammbachs liegt am Südrand der Emmentaler Alpen und wird über die Aare und den Rhein zur Nordsee entwässert.
Die mittlere Höhe beträgt 1334 m ü. M., die minimale Höhe liegt bei 564 m ü. M. und die maximale Höhe bei 2341 m ü. M.
Das Einzugsgebiet besteht zu 48,9 % aus bestockter Fläche, zu 10,0 % aus Landwirtschaftsfläche, zu 4,3 % aus Siedlungsfläche, zu 1,5 % aus Gewässerfläche und zu 35,4 % aus unproduktiven Flächen.
Flächenverteilung

### Zuflüsse
- Schwanderbach (rechts), 3,3 km, 4,00 km²

## Hydrologie
Bei der Mündung des Lammbachs in den Brienzersee beträgt seine modellierte mittlere Abflussmenge (MQ) 260 l/s. Sein Abflussregimetyp ist nivo-pluvial préalpin und seine Abflussvariabilität beträgt 20.

## Naturgefahren

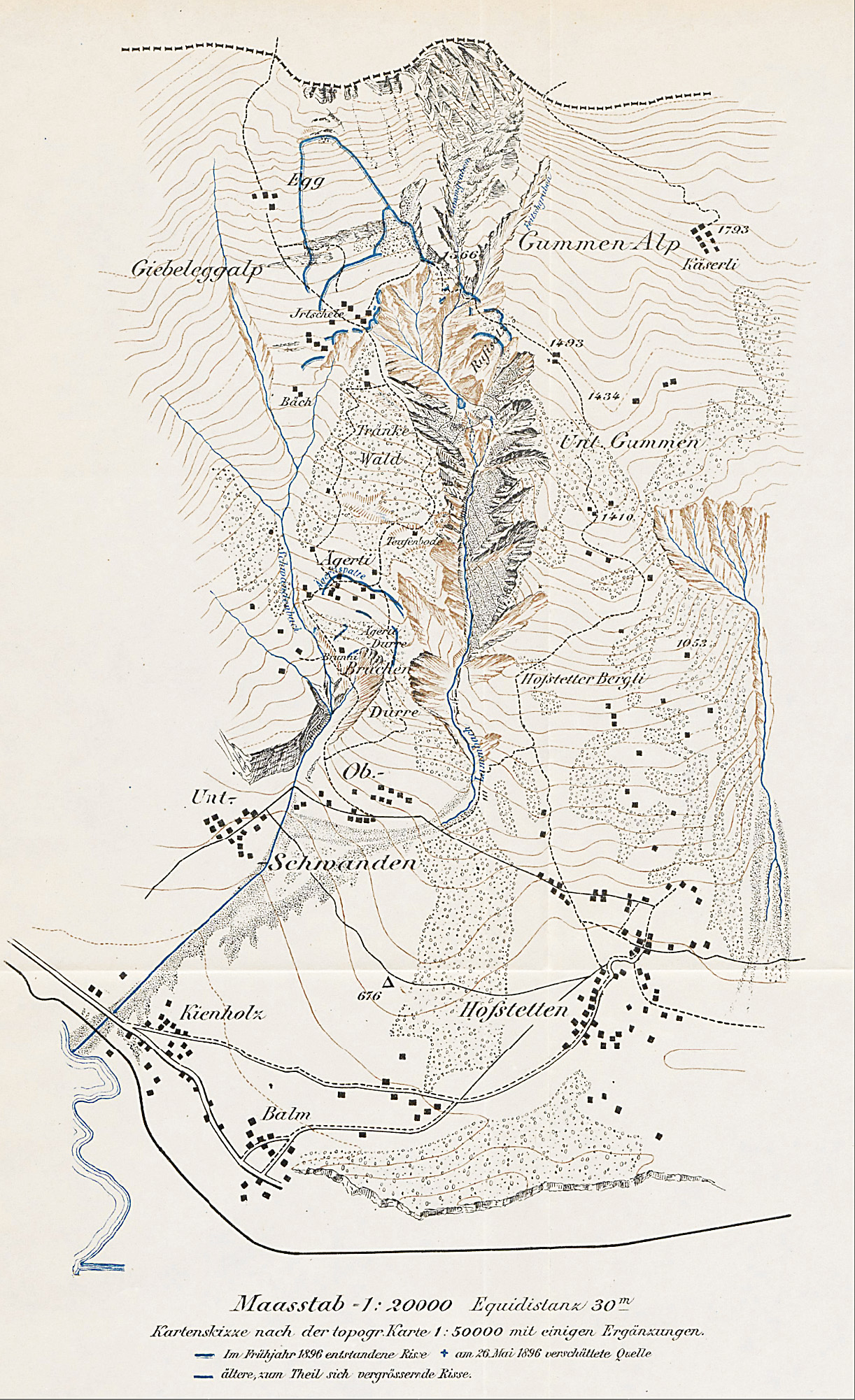
Skizze des Einzugsgebiets des Lammbachs (Hans von Steiger, 1896)

Der Lammbach ist einer der gefährlichsten Wildbäche der Schweiz. Er entspringt an einem Felsmassiv, das aus stark gefalteten, leicht erodierbaren Schichten von Kieselkalk der Drusbergdecken besteht, weshalb sich in seinem Bachbett viel Schutt und Geröll sammelt. Am Berghang liegen zudem starke Schichten von eiszeitlichen Moränen. Die seit langer Zeit aktive Erosion der Flanken führt dazu, dass sich auf den Seiten des Grabens hohe, instabile Geröllhalden bilden. Bei starken Regenfällen kann eine riesige Menge des Lockermaterials in das Tal hinunter verfrachtet werden. Grosse Murgänge haben in der Vergangenheit am Seeufer einen hohen und breiten Schuttkegel gebildet, auf dem sich die neueren Ortschaften und Infrastrukturanlagen befinden.
Historische Nachrichten über zerstörerische Murgänge des Lammbaches sind seit dem späten Mittelalter überliefert. Im Jahr 1499 wurde die Ortschaft Kienholz verschüttet. Ein grosser Ausbruch des Lammbachs und der westlich davon liegenden Wildbäche Schwanderbach und Glyssibach im Jahr 1797 veranlasste die Bewohner der Ortschaft Unterschwanden zur Verlegung ihrer Siedlung an eine sichere Stelle bei Oberschwanden. Weitere grosse Murgänge und Schlammströme von Lammbach und Schwanderbach sind von 1840, 1860, 1868, 1874, 1887 und 1894 überliefert.
Auf der Grundlage des 1876 beschlossenen Eidgenössischen Forstgesetzes wurde ein Plan zur Verbauung des Lammbachgrabens ausgearbeitet, der den Einbau von Sperren und die Aufforstung der seitlichen Flanken neben dem Bach vorsah, um die Rutschhalden zu stabilisieren.

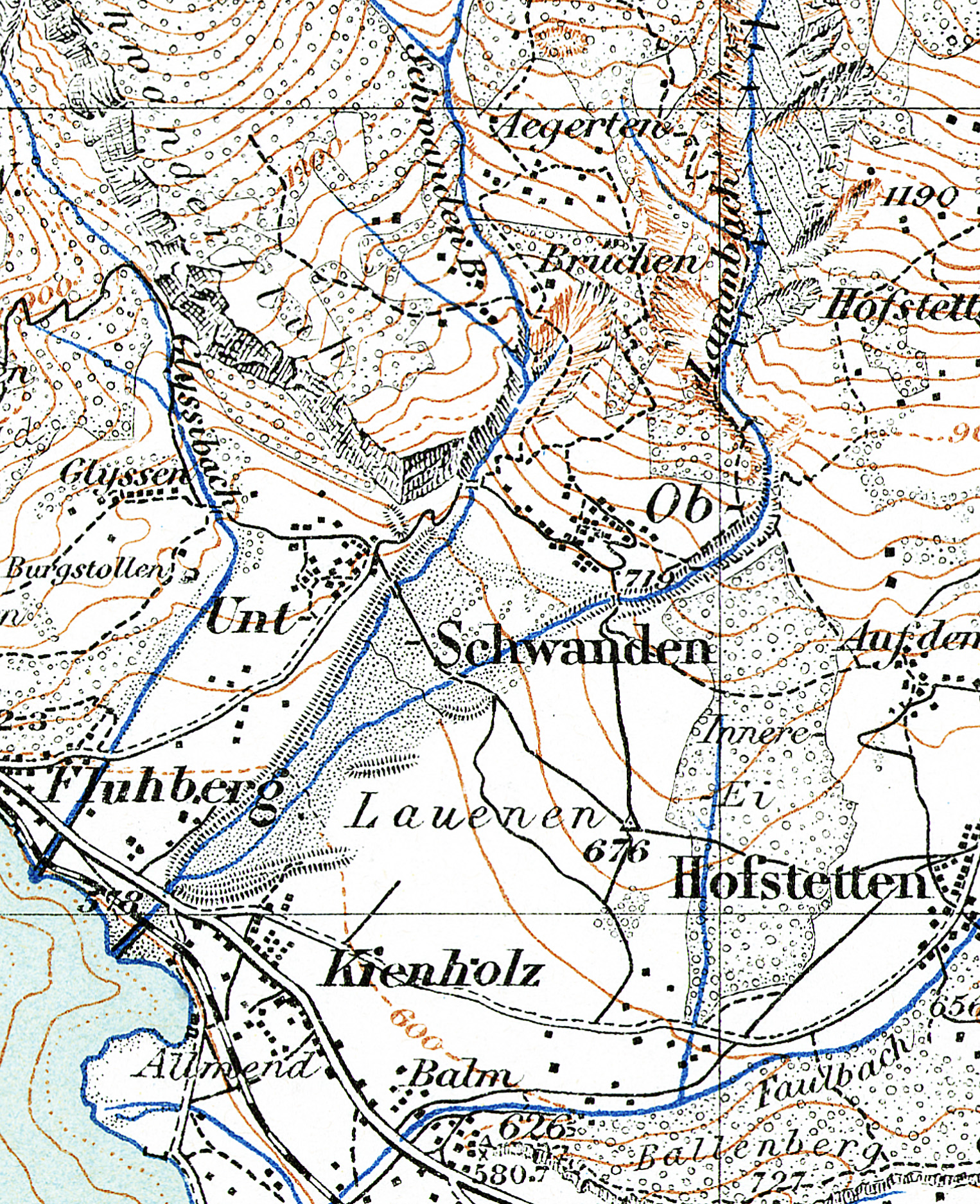
Bachverbauungen bis um 1930

Im Jahr 1896 richtete eine Gesteinslawine aus dem Lammbachgraben auf den Fluren von Schwanden und Kienholz grosse Schäden an. Eine Untersuchung des Bachgebiets zeigte, dass am 26. Mai 1896 ein etwas isolierter Vorsprung hoch oben über dem Bachgraben abrutschte und den Graben versperrte. Die während Tagen vom Schmelzwasser und vom Bach durchnässte Masse aus kleinen Steintrümmern setzte sich am 31. Mai in Bewegung und floss als langsam kriechender Strom durch das Bachbett bis zum Brienzersee; im flacheren Gebiet bei Schwanden rückte die zähe Gesteinsmasse gemäss Beobachtungen von H. von Steiger mit einer Geschwindigkeit von nur etwa 25 Meter pro Minute vor. Die Talstrasse bei Kienholz wurde auf einer Breite von 120 Metern mit einer drei Meter dicken Schuttschicht zugedeckt.
Am 11./12. Juni 1896 ereignete sich ein neuer Murgang im Lammbachgraben, der jedoch nicht bis nach Kienholz hinunterfloss.
Seit dem 19. Jahrhundert befassen sich Geologen und die lokalen Schwellenkorporationen mit der Wildbachverbauung im Lammbachgraben, wo viele grosse Schutzbauten errichtet wurden. Wie von Forstfachleuten und dem Schweizerischen Forstverein schon im 19. Jahrhundert empfohlen wurde, hat zudem die Wiederaufforstung der früher zu stark abgeholzten Wälder neben dem Bach den Boden stabilisiert. Um 1906 kaufte der Kanton Bern das Gebiet der Giebeleggalp, um es aufzuforsten. Lawinenverbauungen schützen die neu gepflanzten Bergwälder.

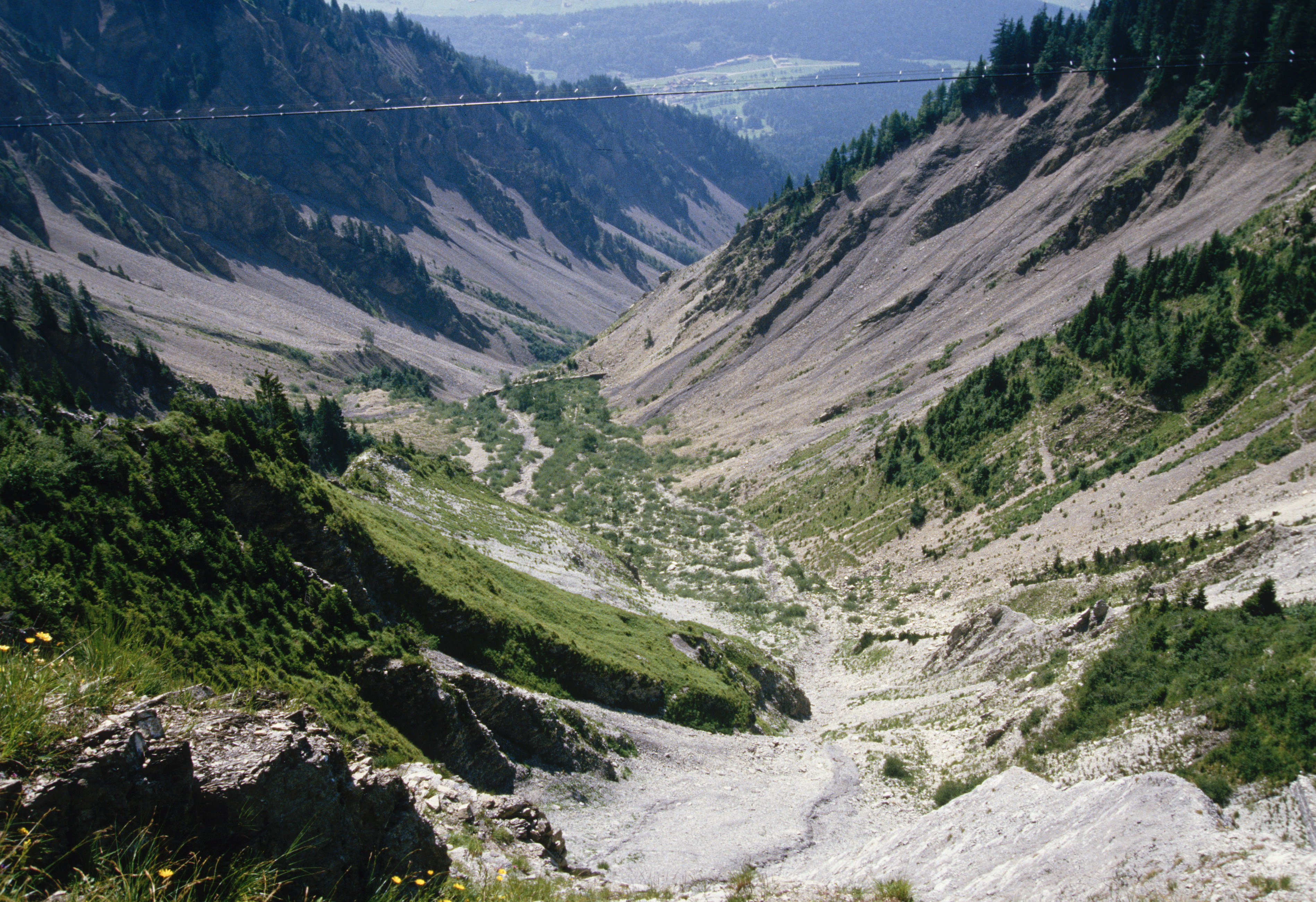
Oberer Bereich des Lammbachgrabens (Foto: Helga Zeh)

1872 bis 1874 wurden erste Talsperren im Lammbachgraben errichtet, um abgehende Murgänge aufzuhalten. Von 1896 bis 1913 entstanden grosse Bachsperren in den Gräben des Lammbachs und des Schwanderbachs. Die grösste Sperre im Lammbachgraben war 28 Meter hoch. Im untern Bereich des Grabens sichert eine Reihe von Betonsperren aus den 1950er Jahren die Bachsohle. 1959 zerstörte ein schweres Unwetter einen Teil der Bachverbauungen im Graben unter der Gummenalp. Oberhalb des Dorfs Kienholz verhindern hohe Ablenkdämme den Ausbruch von Rüfen in das Siedlungsgebiet.